# Timothy Bond
Timothy Bond (* 19. Februar 1942 in Ottawa) ist ein kanadischer Filmregisseur und Drehbuchautor.

## Leben
Bond studierte Physik, Chemie und englische Dramatik und war zunächst Theaterregisseur in Kanada und den USA, bevor er sich ab den 1976 Jahren dem Film und in den 1980er Jahren insbesondere dem Fernsehen zuwandte. Er führte Regie bei mehr als 50 Fernsehfilmen und -serien.
Als Drehbuchautor trat er etwa bei den 1981 entstandenen Horrorfilm Ab in die Ewigkeit in Erscheinung.

## Filmografie (Auswahl)
- 1977: Tödliche Ernte (Deadly Harvest), deutsch auch 1993 – Welt im Chaos
- 1982: Todestherapie (Till Death Do Us Part)
- 1983: The Hitchhiker
- 1985–1986: The Edison Twins (Fernsehserie, 7 Episoden)
- 1986: My Pet Monster
- 1986: One Night Only
- 1986: The Campbells
- 1986: Reporter der Verbrechens (Hot Shots)
- 1986–1987: Adderly (Fernsehserie, 2 Episoden)
- 1987: First Offender
- 1987: Diamonds
- 1987–1988: Night Heat (Fernsehserie, 2 Episoden)
- 1987–1989: Erben des Fluchs (Friday the 13th, 9 Episoden)
- 1988: My Secret Identity
- 1988–1989: Alfred Hitchcock Presents (Fernsehserie, 7 Episoden)
- 1989: War of the Worlds (Episode Doomsday)
- 1989–1990: Raumschiff Enterprise: Das nächste Jahrhundert (Star Trek: The Next Generation, 2 Episoden)
- 1992: Die verlorene Welt (The Lost World)
- 1992: Rückkehr in die verlorene Welt (Return to the Lost World)
- 1993: Rapture
- 1994: TekWar: TekLab (TekWar: Excalibur – Schwert der Macht)
- 1994: Ein Hauch von Himmel (Touched by an Angel)
- 1995: RoboCop (Fernsehserie, 2 Episoden)
- 1995–1997: Hercules (Hercules: The Legendary Journeys, drei Episoden)
- 1995–1997: Gänsehaut – Die Stunde der Geister (Goosebumps, 3 Episoden)
- 1996: Twisters – Die Nacht der Wirbelstürme (Night of the Twisters)
- 1998: Loving Evangeline
- 1998: The Shadow Men
- 1998: Diamond Girl
- 1998: Running Wild
- 1998: Verraten – Eine Frau auf der Flucht (Sweet Deception)
- 1998: Perfect Little Angels (Teuflische Engel – Sie kriegen euch auch noch, 2 Episoden)
- 2000: High Explosive
- 2001: She
- 2004: Mutant X (Fernsehserie, 3 Episoden)
- 2004: Ein Engel für Eve (Eve’s Christmas)
- 2005: Truth
- 2006: Lesser Evil
- 2006: Gospel of Deceit
- 2006: Family in Hiding
- 2006: Mord in der Luxusvilla (The Secrets of Comfort House)
- 2009: Articulate!
- 2009: Blue Seduction